# Ridgewood Country Club
De Ridgewood Country Club is een countryclub in de Verenigde Staten. De club werd opgericht in 1890 als de Ho-Ho-Kus Golf Club en bevindt zich in Paramus, New Jersey. De club beschikt over een 27-holes golfbaan, waarvan drie 9 holesbanen (East, Center en West), en werd ontworpen door de golfbaanarchitect A.W. Tillinghast.
Naast een 27-holes golfbaan beschikt de club ook over een zwembad en vier tennisbanen.

## Golftoernooien
De club ontving verscheidene golftoernooien: de Ryder Cup, het US Senior Amateur Championship, het US Amateur Championship, de LPGA Coca-Cola Classic, het US Senior Open, het Senior PGA Championship en The Barclays.
- Ryder Cup: 1935
- US Senior Amateur Championship: 1957
- US Amateur Championship: 1974
- LPGA Coca-Cola Classic: 1981
- US Senior Open: 1990
- Senior PGA Championship: 2001
- The Barclays: 2008, 2010 & 2014